# Lisburn Distillery Football Club
Lisburn Distillery F.C. é uma equipe norte-irlandês de futebol com sede em Ballyskeagh. Disputa a primeira divisão da Irlanda do Norte (Campeonato Norte-Irlandês de Futebol).
Seus jogos são mandados no New Grosvenor Stadium, que possui capacidade para 8.000 espectadores.

## História
O Lisburn Distillery F.C. foi fundado em 1880.